# تپه چاله گوره
تپه چاله گوره مربوط به عصر مس - هزاره اول قم - سدهٔ ۶ تا ۸ ه.ق است و در شهرستان تکاب، بخش مرکزی، دهستان کرفتو، روستای قوجه واقع شده و این اثر در تاریخ ۷ اسفند ۱۳۸۵ با شمارهٔ ثبت ۱۷۷۵۰ به‌عنوان یکی از آثار ملی ایران به ثبت رسیده است.